# Royaume de Hongrie
1001 – 1918
1920 – 1946
Entités précédentes :
- Grande-principauté de Hongrie (Xe siècle)
- Royaume de Croatie (à partir de 1102)
- République de Hongrie (1920)

Entités suivantes :
- Empire d'Autriche (1804)
- République démocratique hongroise (1918)
- Tchécoslovaquie (de facto en 1918, traité en 1920)
- République houtsoule (1918)
- Roumanie (de facto en 1918, traité en 1920)
- Royaume des Serbes, Croates et Slovènes (de facto en 1918, traité en 1920)
- Autriche (de facto en 1918, traité en 1920)
- République de Hongrie (1946)

Le royaume de Hongrie (en latin : Regnum Hungaria ; en allemand : Königreich Ungarn ; en hongrois : Magyar Királyság) est le terme historiographique donné à différentes entités politiques de la Hongrie au Moyen Âge (à partir de 1001), à l'époque moderne et jusqu'à l'époque contemporaine (1946). La date de création du royaume remonte à l'an 1001, lorsque Étienne (István) transforme l'ancienne grande-principauté en royaume chrétien. L'unité du royaume est mise à mal lors de l'occupation ottomane d'une partie du pays en 1526, durant laquelle deux territoires se disputent la continuité royale (la Hongrie royale dominée par l'empire d'Autriche et la Hongrie orientale, prémisse de la principauté de Transylvanie). Le royaume de Hongrie recouvre l'essentiel de son territoire médiéval d'abord en 1848-1849, puis dans le cadre du compromis austro-hongrois signé en 1867 et conserve son régime après le démantèlement du pays en 1920 jusqu'à 1946, sous la forme d'une régence. Entre l'an 1001 et 1946, le royaume de Hongrie a cessé d'exister à trois reprises : en 1849, lors de la révolution hongroise de 1848, de la République démocratique hongroise de 1918 et de la république des conseils de Hongrie de 1919. Depuis 1946, la Hongrie est une république.

## De la principauté au royaume (1001)

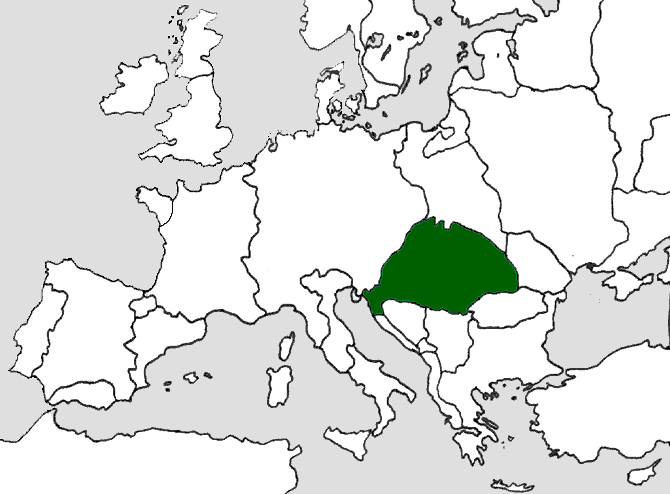
Le Royaume de Hongrie à la fin du XIVe siècle.

Après avoir maté une révolte de l’aristocratie magyare encore païenne conduite par son cousin Koppány qui s'opposait à son accession au pouvoir (998), Étienne Ier, alors duc de Hongrie, fils de Géza, est sacré roi de Hongrie le jour de Noël de l'an 1000 avec une couronne envoyée par le pape Sylvestre II (ce qui le fait qualifier de roi apostolique) et avec le consentement de l’empereur germanique Otton III.

## Le royaume de Hongrie au Moyen Âge (1001-1526)

### Évolution politique
Initialement, l'histoire de la Hongrie se développa parallèlement à celles de la Pologne et de la Bohême, avec de nombreuses liaisons avec les papes et les empereurs du Saint-Empire romain germanique. La Hongrie fut détruite en partie en 1241-1242 par les armées mongoles. Au Moyen Âge, elle est une des régions les plus riches en or et en argent-métal.
Le pays de la Hongrie devint progressivement un pouvoir important qui a formé une culture centre-européenne distincte liée aux plus grandes civilisations d'Europe occidentale. Sous le règne de Charles d’Anjou (1308-1342), avec la Pologne et les terres tchèques, la Hongrie forma le Groupe de Visegrád. Depuis la fin des années 1990, une alliance politique du même nom existe avec la Pologne, la Tchéquie, et la Slovaquie.
Le royaume s'opposa activement à l'avancée ottomane notamment lors des batailles de Nicopolis et de Varna.
Matthias Corvin régna sur la Hongrie de 1458 à 1490 ; il renforça le royaume de Hongrie et son gouvernement, brisa les résistances intérieures en réprimant notamment un complot des nobles en 1467, renforça la fiscalité et créa une armée permanente. Il mena une politique extérieure active, imposant au roi de Bohême la cession de la Moravie et de la Silésie, prenant Vienne (1485) et la Styrie (1486) à l'empereur Frédéric III et son fils, Maximilien, songeant même un temps à se faire élire empereur. Il réussit dans la péninsule balkanique à reprendre le nord de la Bosnie aux Turcs et à soutenir la Moldavie contre eux. Enfin, la Hongrie – en particulier les zones au nord, dont certaines font aujourd'hui partie de la Slovaquie – devint sous son règne un centre artistique et culturel de l'Europe de la Renaissance. La culture hongroise a influencé d'autres cultures, comme celles de la Pologne et de la Lituanie.

### Économie

Drapeau de la Hongrie au XVe siècle.

Au XIIe siècle, la Hongrie s’étend sur 220 000 km2 pour une population de deux millions d’habitants. Jusqu’au XIIe siècle, le pays se présente comme un immense pâturage, entrecoupé de terres labourées. La sédentarisation est lente. La culture des champs, fondée sur les céréales (blé, millet), se déplace, utilisant la charrue importée de la steppe. Au centre du terroir se trouve le manoir (udvar), entouré de terres appartenant au seigneur et cultivée par des esclaves. Ceux-ci diminuent à partir du XIe siècle au profit d’hommes libres qui exploitent en commun des terres dont la jouissance leur est reconnue en contrepartie de cens et de corvées dues aux seigneurs. Nombreux sont ceux qui tombent sous l’autorité des seigneurs pour dettes. Les domaines seigneuriaux s’étendent. L’agriculture connaît un grand essor au XIIe siècle : les forêts sont défrichées, les marécages asséchés. L’usage de la charrue lourde, tirée par huit ou dix bœufs se développe, et l’ensemble des terres est soumis à la rotation des cultures. La viticulture, connue depuis l’époque romaine à l’ouest du Danube, s’étend à l’est et dans le nord : les vignobles de Tokaj, d’Eger, de Nagyvárad sont créés par des colons venus de France et d'Italie. Un commerce important s’amorce. Les Hongrois connaissent alors une poussée démographique, mais n’émigrent guère vers les régions montagneuses du Nord et de l’Est, peuplées de Slovaques, de pâtres ruthènes et valaques et de colons allemands. Les villes se développent tardivement. Le roi lui-même se déplace d’un château à l’autre, faisant dresser pour se loger des tentes dans la cour du bâtiment. Le commerce aide à la croissance des villes aux carrefours de communication ou près des forteresses ; des Sarrasins du royaume bulgare de la Volga s’établissent à Pest au Xe siècle ; plus tard, des colons venus de France ou d’Italie du Nord, se fixent aux environs des résidences royales d’Esztergom et de Székesfehérvár pour approvisionner la cour en objets de luxe. À la fin du XIIe siècle, le processus d’urbanisation s’accélère. Le roi et les grands font appel à des hospites (hôtes) comme artisans spécialisés et leur accordent des immunités fiscales. Les villes minières du nord du pays, peuplées par des ouvriers spécialisés allemands, connaissent alors une expansion particulière.

## La Hongrie entre les Habsbourg et les Ottomans (1526-1718)

### La séparation entre Hongrie des Habsbourgs et Hongrie ottomane
L'indépendance de la Hongrie se termine lorsqu'une partie du territoire est conquise par l'Empire Ottoman, au début du XVIe siècle.
L'événement crucial est la bataille de Mohacs (1526), une victoire des Ottomans qui coûte la vie au roi Louis II Jagellon. Or des liens matrimoniaux ont été établis en 1522 entre les Jagellons et les Habsbourg : Louis II a épousé Marie, petite-fille de l'empereur Maximilien d'Autriche, sœur de Charles Quint (empereur à partir de 1520) et de Ferdinand, qui lui-même a épousé la sœur de Louis II, Anne Jagellon.
La maison de Habsbourg est extrêmement puissante, puisque Charles Quint est aussi roi d'Espagne et souverain des Pays-Bas et détient de nombreuses principautés autrichiennes (archiduché d'Autriche, Tyrol, Styrie, etc.).
La mort de Louis II ouvre une crise de succession, au cours de laquelle s'opposent les nobles hongrois favorables à la maison de Habsbourg et ceux qui y sont opposés. Ceux-ci élisent Jean de Szapolya, tandis que ceux-là élisent Ferdinand de Habsbourg.
Ferdinand prend la succession régulière de Louis II, devenant « roi de Hongrie » et régnant sur les territoires de l'ouest, non conquis par les Ottomans, tandis que les opposants instaurent un État vassal de l'Empire ottoman, la principauté de Transylvanie, que l'historiographie hongroise a rebaptisée « royaume de Hongrie orientale ».

### La Hongrie des Habsbourg: la Hongrie royale
Après Mohacs, les Ottomans continuent leurs attaques et viennent mettre le siège devant Vienne en 1529, mais sont repoussés. Ils parviennent à prendre la citadelle de Buda, sur la rive ouest du Danube, en 1541.
En 1555-1558 a lieu une restructuration importante de la maison de Habsbourg. L'empereur Charles Quint, qui abdique successivement toutes ses fonctions attribue l'Espagne et les Pays-Bas à son fils Philippe et les possessions autrichiennes de la maison de Habsbourg à son frère Ferdinand, qui est aussi élu sur le trône impérial. On a dès lors deux branches : les Habsbourg d'Espagne et les Habsbourg d'Autriche, dont le chef est généralement élu empereur, et qui détiennent des territoires situés à la fois dans le Saint-Empire (Bohême, principautés autrichiennes) et des territoires situés hors du Saint-Empire (Hongrie, Croatie), l'ensemble, constitué d'entités politiques de statuts divers, étant appelé, pour simplifier, « monarchie de Habsbourg ».

### La Hongrie sous influence ottomane: laTransylvanie
À l'est, la principauté de Transylvanie a pour premier prince le fils de Jean de Szapolya, qui accepte la suzeraineté ottomane, avec une autonomie plus importante que les principautés danubiennes de Valachie et de Moldavie. En Transylvanie, la noblesse hongroise conserve ses privilèges.
À cette époque, où la Réforme protestante touche environ un tiers des Hongrois, le prince de Transylvanie, par l'édit de tolérance de 1568 place le luthéranisme, le calvinisme et l'unitarisme à égalité avec le catholicisme, en tant que « religions acceptées » (receptæ).

### Dusiège de Vienneà la reconquête de la Hongrie (1683-1718)
Après le nouvel échec des Ottomans devant Vienne en 1683, les Habsbourg et leurs alliés chrétiens reprennent progressivement les territoires hongrois. Le dernier territoire reconquis est le Banat en 1718.
Les Habsbourg s'emparent de la totalité de la Hongrie, avec la Croatie et la Principauté de Transylvanie.
Le conflit entre la noblesse hongroise et les Habsbourg se poursuit dans les territoires reconquis, avec en particulier la guerre menée par la noblesse hongroise de 1703 à 1711, sous les ordres d'un descendant des princes transylvains, François II Rákóczi, soutenu par Louis XIV.

## Le royaume de Hongrie de la maison d'Autriche (1718-1918)

### Le dernier siècle du Saint-Empire (1718-1806)

#### La Pragmatique Sanction de 1713
Le début de cette période est marqué par la crise de succession à la tête de la maison de Habsbourg. L'empereur Léopold Ier étant mort en 1705 sans fils, son successeur est son frère cadet Charles, qui est aussi élu empereur sous le nom de Charles VI.
Se trouvant au début des années 1710 dépourvu de fils, il décide que, si cela était confirmé, sa succession irait néanmoins à sa fille aînée, et non pas à la fille aînée de son frère. Il promulgue donc en 1713 une Pragmatique Sanction, qu'il va jusqu'à sa mort s'efforcer de faire reconnaître par ses sujets, lorsque les institutions le leur permettent, et par les États étrangers, moyennant des concessions, étant donné qu'il contrevient à une règle fondamentale, celle du droit d'aînesse.
En ce qui concerne la Hongrie, le royaume est doté d'une assemblée de deux chambres représentatives des États (noblesse et clergé, villes et comtés). L'assemblée hongroise ratifie la Pragmatique Sanction en 1723 seulement.

#### La guerre de Succession d'Autriche (1740-1748)
Après la mort de Charles VI en 1740, c'est donc sa fille Marie-Thérèse qui lui succède à la tête de la maison de Habsbourg. Malgré l'accord donné à la Pragmatique Sanction, le roi de Prusse Frédéric II s'engage très vite dans une guerre, qui avec le soutien de la France, devient la guerre de Succession d'Autriche (1740-1748). Lorsque les élections impériales ont lieu, ce n'est pas l'époux de Marie-Thérèse, François de Lorraine, mais l'électeur de Bavière, Charles-Albert, qui est élu (Charles VII). François va cependant être élu (François Ier) après la mort de en 1745 de Charles-Albert.
Pendant cette période difficile, les relations entre Marie-Thérèse et la noblesse hongroise jouent un rôle très important. Notamment en 1741 : le 21 septembre, Marie-Thérèse venue à Budapest, obtient le soutien officiel l'assemblée hongroise à la guerre contre la Prusse ; les Hongrois s'engagent à fournir et équiper 22 000 hommes.

#### De Marie-Thérèse à François II: la fin duXVIIIesiècle
Durant la deuxième moitié du XVIIIe siècle, les Habsbourg font partie des « despotes éclairés » et promeuvent des réformes, accordant davantage de droits aux serfs (au détriment des grands propriétaires, souvent des nobles) et introduisant le contrôle de l'État sur l'éducation (au détriment de l'Église catholique). Cette politique est particulièrement représentée par l'empereur Joseph II, fils de Marie-Thérèse.
À partir de 1789, un problème politique majeur apparaît : la Révolution française, un problème général pour une monarchie d'Ancien Régime, mais aussi particulier, étant donné que la reine de France, épouse de Louis XVI, est Marie-Antoinette, fille de Marie-Thérèse.

#### Du Saint-Empire à l'empire d'Autriche
Après l'avènement de Napoléon, la guerre de la troisième coalition aboutit en 1805 à la défaite des armées autrichienne et russe à Austerlitz.
Lors du traité de Presbourg, François II abdique son titre impérial ; le Saint-Empire est aboli ; à la place, sont créés la confédération du Rhin, réunissant les États allemands amis de la France, et l'empire d'Autriche, qui réunit tous les États patrimoniaux de la maison de Habsbourg, qu'ils soient allemands ou non. L'empereur du Saint-Empire François II devient l'empereur François Ier d'Autriche, satellite (provisoirement) de l'Empire français de Napoléon.

### L'époque de l'empire d'Autriche (1806-1867)
Mais au XIXe siècle, le combat contre l'absolutisme autrichien se transforma en un combat populaire pour la liberté : la révolution hongroise de 1848 contre les Habsbourg (cf. Ferdinand Ier) et la guerre de 1848-1849, conduite par Lajos Kossuth, ne purent être étouffées que par l'offensive conjointe des troupes autrichiennes et russes. À la suite de ces événements, la Diète de Hongrie abolit le servage, accorde des droits civils sans distinction nationale (par exemple aux Serbes, aux Ruthènes (Ukrainiens) et aux Roumains) et proclame la réunification de la Transylvanie avec la Hongrie. Celle-ci est acceptée par la diète de Ia Transylvanie (composée exclusivement de nobles hongrois et de députés des villes saxonnes, les Roumains n'ayant pas de représentation a l'époque) et abolit également le servage sans distinction nationale. Cependant lors de la guerre de 1848-1849, les Roumains à majorité orthodoxe, sous la conduite d'Avram Iancu, soutiennent d'abord les troupes habsbourgeoises, avant d'hésiter à soutenir les révolutionnaires hongrois contre les troupes russes orthodoxes.

### L'époque de l'Empire austro-hongrois (1867-1918)

Drapeau du royaume de Hongrie (1867-1918).

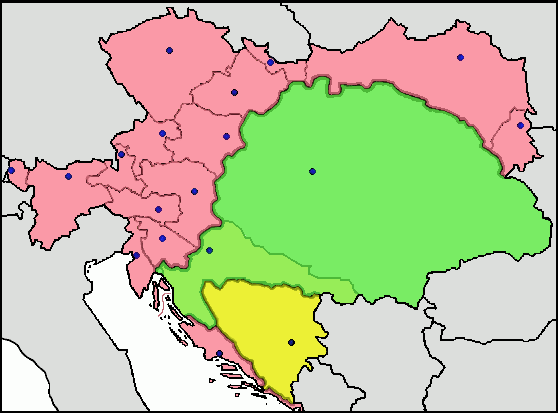
Carte de la Cisleithanie (rose), de la Transleithanie (vert) et de la Bosnie-Herzégovine (jaune).

Battue par la coalition franco-sarde (bataille de Solférino en 1859) et par la Prusse (bataille de Sadowa en 1866), l'Autriche passe avec les Hongrois un compromis : en 1867, le royaume de Croatie-Slavonie, tout en conservant une certaine autonomie, notamment linguistique, est rattaché à la Hongrie tandis que l'autonomie de la Principauté de Transylvanie est abolie, l'ensemble formant avec la Hongrie un royaume autonome (la Transleithanie) au sein de l'Empire austro-hongrois (le reste de l'Empire autrichien est appelé la Cisleithanie), la rivière Leitha, affluent du Danube, formant une frontière symbolique entre les entités. Celui-ci, favorable aux germanophones et aux magyarophones, fait perdre aux slavophones et aux roumanophones l'espoir d'autonomie au sein de l'Empire, ce qui accentue leurs tendances irrédentistes, même si la Galicie reçoit une autonomie importante au sein de la Cisleithanie.
La Bosnie-Herzégovine, occupée depuis 1878, est placée sous administration commune.
Cette double-monarchie austro-hongroise fait de François-Joseph Ier un empereur à Vienne et un roi à Budapest. Cet état de fait dure jusqu'à la chute de l'Empire.
À l'issue de la Première Guerre mondiale, l'empire austro-hongrois s'effondre. Charles Ier, successeur de François-Joseph, tente de sauver son autorité en Hongrie en nommant représentant du roi l'archiduc Joseph-Auguste de Habsbourg-Lorraine mais, dans les derniers jours d'octobre 1918, les membres du Parti de l'Indépendance, regroupés autour du comte Mihály Károlyi, prennent le pouvoir et proclament un gouvernement de coalition.

## Le vingtième siècle: l'indépendance, entre monarchie et république

### L'intermède républicain de 1918-1919
Le 16 novembre suivant est proclamée la République démocratique hongroise dirigée par le comte Mihály Károlyi qui remplit pour quelques mois les fonctions de premier ministre et de président.
Une commission géographique internationale (la Commission Lord), à laquelle participe le géographe français Emmanuel de Martonne, trace les nouvelles frontières de la République démocratique hongroise, en suivant la limite des zones rurales à majorité hongroise du centre du pays, mais sans tenir compte des villes (presque partout à majorité hongroise) ni des zones magyarophones excentrées (dans l'est de la Transylvanie par exemple).

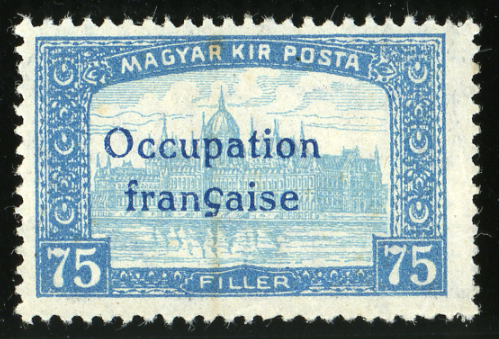
Timbre hongrois de 1919 surchargé Occupation française.

Ne pouvant avaliser les pertes territoriales imposées à son pays, le comte Károlyi démissionne.
Le 21 mars 1919, les communistes, avec Béla Kun à leur tête, proclament la République des conseils de Hongrie. Soutenue par la France et le Royaume-Uni, une coalition antibolchévique se forme contre Béla Kun : un contre-gouvernement (présidé par Gyula Peidl, puisque Károlyi est démissionnaire) s'installe à Szeged, avec l'ex-amiral Miklós Horthy comme ministre de la guerre, et avec les troupes franco-roumaines, franco-serbes et tchécoslovaques présentes en Hongrie, qui, en trois mois et demi de combats, mettent fin au régime pro-soviétique de Béla Kun le 6 août 1919.
En mars 1920, huit mois après la chute de la République des conseils, l'amiral Horthy est élu régent du royaume de Hongrie restauré.

### Un royaume sans roi (1920-1946)

Drapeau du royaume de Hongrie (1919-1946).

Après la chute du régime communiste, les Alliés remettent le pouvoir aux forces contre-révolutionnaires, menées par Miklós Horthy, ancien amiral de la marine austro-hongroise. L'archiduc Joseph-Auguste restaure la régence mais, devant l'hostilité des Alliés, doit y renoncer au bout de quelques jours. Entre août et novembre 1919, Budapest est sous occupation franco-roumaine. La Hongrie vit sous le gouvernement provisoire de Gyula Peidl dont l'amiral Miklós Horthy, ministre de la guerre, apparait comme l'homme fort. En janvier 1920, des élections sont tenues pour élire une assemblée unicamérale. Une fois élue et installée, cette assemblée élit Miklós Horthy régent le 1er mars 1920. En juin, le traité de Trianon est signé : il officialise les frontières de la nouvelle Hongrie, tracées par la Commission Lord. Après deux tentatives de la part du roi Charles IV (Charles Ier) de restaurer son trône, la déchéance définitive de la Maison de Habsbourg est proclamée en novembre 1921. La Hongrie conserve la monarchie comme forme officielle de gouvernement mais devient un royaume sans roi.
En comparaison du royaume d'avant-guerre, la taille et la population de cette nouvelle Hongrie sont réduites d'environ deux-tiers, la totalité des minorités roumaine, slovaque, croate, serbe faisant le choix d'appartenir à d'autres États, selon le principe du « droit des peuples à disposer d'eux-mêmes » et conformément au « dixième point » du président américain Woodrow Wilson. Mais plusieurs millions de Hongrois se retrouvent ainsi minoritaires dans de nouveaux pays, et la Hongrie réclame donc une révision de ses frontières. Revendication majeure de la Hongrie des années 1920 et 1930, cette révision des frontières de 1920 incite Horthy à rechercher l'alliance allemande.
Miklós Horthy règne avec des pouvoirs autoritaires pendant la plus grande partie de la période d'entre les deux guerres mondiales, et installe un régime nationaliste dans une Hongrie repliée sur le souvenir du grand royaume d'avant-guerre. Des politiques répressives d'une intensité variable sont appliquées contre les Juifs, les Tziganes et les adversaires du régime. Le multipartisme est néanmoins autorisé, seul le parti communiste demeurant interdit. Autoritaire sans être totalitaire, le régime de Horthy est parfois qualifié de « semi-dictature ».

### L'alliance avec le Troisième Reich

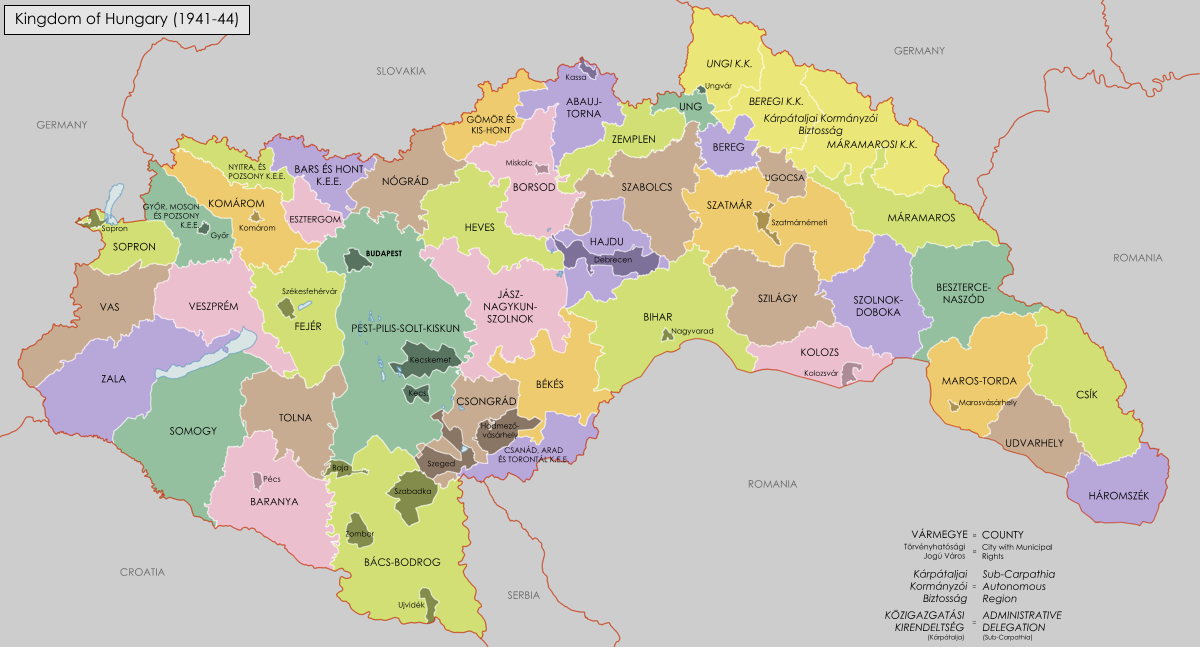
Le royaume de Hongrie entre 1941 et 1945.

Miklós Horthy s'allie avec l'Allemagne nazie dans les années 1930, dans l'espoir de revenir sur les pertes territoriales qui ont suivi la Première Guerre mondiale. La Hongrie est « récompensée » par Hitler par des territoires appartenant à la Tchécoslovaquie (la Slovaquie-Méridionale en 1938 et la Ruthénie subcarpathique en 1938-1939), à la Roumanie (la moitié Nord de la Transylvanie en 1940) et à la Yougoslavie (une partie de la Slovénie, du Banat et de la Voïvodine en 1941). L'armée hongroise prend une part active sur le front de l'Est de la Seconde Guerre mondiale contre l'URSS et participe également à la Shoah. Cependant, en octobre 1944, alarmé par le retournement de la Roumanie du côté Allié et par les tentatives de Horthy de négocier une paix séparée, Hitler le remplace par l'ultra-nationaliste Ferenc Szálasi, chef du Parti des Croix fléchées, afin d'éviter que la Hongrie ne rejoigne elle aussi les Alliés. Dans un premier temps, le 16 octobre, Szálasi est investi comme premier ministre, puis le 3 novembre, il se proclame « chef de la Nation ». L'éphémère régime des Croix fléchées, qui n'abolit pas la monarchie, utilise le nom de Gouvernement d'unité nationale. Plus de 450 000 Juifs et plusieurs centaines de Roms périssent en Hongrie horthyste et sous le régime de Szálasi.
L'Alliance de la Hongrie avec l'Allemagne nazie conduit celle-ci à une nouvelle défaite : le pays est progressivement conquis par les troupes soviétiques et roumaines, à l'issue notamment de la bataille de Budapest. Le gouvernement de Szálasi voit son contrôle sur le pays s'effriter au profit de celui, rival, de Béla Miklós, soutenu par les Soviétiques. La Hongrie demeure officiellement une monarchie : un conseil de régence, formé de personnalités issues de différents partis dont le Parti communiste hongrois, est placé à la tête de l'État.

### L'abolition de la monarchie et le passage à la «république populaire» (1946-1947)
Le 1er février 1946, la monarchie est officiellement abolie, laissant place à un régime républicain, dont les communistes prennent rapidement le contrôle.